# Blaue Karte

Graphische Darstellung einer Blauen Karte

Die Blaue Karte ist eine Disziplinarkarte in diversen Sportarten mit sehr unterschiedlichen Bedeutungen.

## Bandy
Die Blaue Karte wird im Bandy zur Anzeige einer Zeitstrafe benutzt. Der Spieler, der die blaue Karte erhält, muss für 10 Minuten das Spielfeld verlassen. Er muss sich während der Zeitstrafe bei der Strafbank, die in der Nähe der Mittellinie ist, aufhalten und auf den Ablauf seiner Strafzeit warten.

## Handball
Die Blaue Karte im Handball wurde durch die IHF mit der Regeländerung zum 1. Juli 2016 eingeführt. Sie signalisiert eine Disqualifikation mit zusätzlichem schriftlichen Bericht als Strafe für schwere Fouls (z. B. Tätlichkeiten) oder grob unsportliche Vergehen (z. B. Beleidigungen). Vor der Einführung der Blauen Karte wurde diese Strafe wie die gewöhnliche Disqualifikation mit der Roten Karte angezeigt. Eine mündliche Information an die Mannschaftsverantwortlichen war notwendig: Dies führte insbesondere im Publikum oft zu Unklarheiten. Nach der Regeländerung wird weiterhin die Rote Karte dem fehlbaren Spieler gezeigt; anschließend wird die Blaue Karte am Kampfgericht in Richtung der Bank des betreffenden Spielers angezeigt, um alle über den zusätzlichen Bericht zu informieren. Eine Blaue Karte leitet im Gegensatz zur Roten Karte ein Disziplinarverfahren ein. Meist wird eine Sperre von mehreren Spielen sowie eine Geldstrafe verhängt. In Kurzform lässt sich die entsprechende Regeländerungen wie folgt zusammenfassen:
Die Schiedsrichter haben zusätzlich zur Gelben und Roten auch eine Blaue Karte zur Verfügung, um bei einer Disqualifikation eines Spielers für mehr Klarheit zu sorgen. Wenn die Schiedsrichter – nach dem Zeigen der Roten Karte – auch noch die Blaue Karte zeigen, wird ein schriftlicher Bericht in den Spielbericht aufgenommen und die Disziplinarkommission ist für weitere Maßnahmen verantwortlich.
Einen Unterschied gibt es in erster Linie in der Handhabung: Während die rote Karte direkt dem Spieler gegeben wird (und der Schiedsrichter auf den Spieler zeigt, der disqualifiziert wird), ist die blaue Karte als Zeichen für die Anwesenden gedacht. „Die blaue Karte wird daher nicht dem Spieler gezeigt, sondern am Zeitnehmertisch in Richtung der Bank des betreffenden Spielers gehalten“, erläutert DHB-Schiedsrichterlehrwart Jürgen Rieber das Prozedere.

## Jugendfußball
Die blaue Karte wird besonders im österreichischen Jugendfußball als Anzeige einer Zeitstrafe verwendet. Sie wird anstelle der Gelben Karte verwendet, da im österreichischen Jugendfußball die Verwarnung mündlich ausgesprochen wird. Die Blaue Karte wird durch den Schiedsrichter aufgrund eines Verstoßes gegen die Spielregel und bei unsportlichem Verhalten angezeigt. Dabei muss der Spieler je nach Altersstufe fünf oder zehn Minuten das Spielfeld verlassen.
Jeder Spieler kann nur einmal mit einer Zeitstrafe belegt werden, eine zweite blaue Karte wird in Verbindung mit einer roten Karte (Blau-Rote Karte) gezeigt und führt zum dauerhaften Spielausschluss. Eine weitere Strafe, die sich beispielsweise auf ein kommendes Spiel auswirkt, gibt es dabei nicht.
Die Blaue Karte findet auch beim Fußball in der Vatikanstadt, Freundschaftsturnieren und besonders im Freizeitsportbereich Anwendung.

## Rollhockey
Eine Blaue Karte bedeutet im Rollhockey eine Zeitstrafe. Sie wird bei schwerwiegenden Fouls des Torwarts, eines Spielers oder des Haupttrainers seitens der Hauptschiedsrichter gezeigt. Dabei handelt es sich um eine persönliche Strafe. Erhält der Torwart oder ein Spieler eine Blaue Karte, muss er sich auf einen der aufgestellten Stühle, welche sich zwischen seiner Mannschaftsbank und dem Zeitnehmertisch befinden, hinsetzen und seine Zeitstrafe vollständig absitzen. Gleichzeitig muss die Mannschaft mit einem Mann weniger spielen („Power-play“). Erhält der gleiche Spieler eine weitere Blaue Karte, muss er neben seiner Zeitstrafe ab dem Zeitpunkt noch weitere zwei Minuten vollständig absitzen. Danach darf er zurück auf die Reservebank und von dort dann wieder ins Spiel eingesetzt werden, außer es war seine dritte Blaue Karte. Wird gegen die Mannschaft, die mit einem Power-play bestraft wurde, ein Tor erzielt, darf die Mannschaft sich mit einem anderen Spieler auf dem Spielfeld ergänzen. Erhält der Trainer eine Blaue Karte, muss seine Mannschaft einen Spieler runternehmen und für zwei Minuten in Unterzahl spielen. Da der Trainer aber nicht zeitlich ausgeschlossen wird und es keine Strafe gegenüber dem Spieler ist, darf dieser auf die Reservebank und muss nicht beim Zeitnehmertisch Platz nehmen. Außerdem darf er jederzeit mit einem anderen Spieler wechseln. Fällt ein Tor gegen die Mannschaft, ist die Unterzahl beendet. Eine Mannschaft muss drei Spieler auf dem Feld haben. Ist eine Zeitstrafe verhängt worden und sind nur noch zwei Spieler auf dem Feld, muss die Mannschaft einen Spieler von der Reservebank auf das Spielfeld bringen. Ist kein Spieler mehr vorhanden, wird das Spiel von den Schiedsrichtern vorzeitig abgebrochen.
Wenn der Torwart, Spieler oder Haupttrainer drei Mal die Blaue Karte erhält, wird die betreffende Person für den Rest des Spiels ausgeschlossen. Dazu zeigen die Hauptschiedsrichter der betreffenden Person zusätzlich die Rote Karte. Die Person muss Spielfeld und Umgebung verlassen.

## Quadball
Im Quadball bekommt ein Spieler bei einem formalen Regelbruch eine blaue Karte. Er muss eine Minute in die Strafbox.
Während dieser Zeit hat das jeweilige Team einen aktiven Spieler weniger auf dem Feld. Er darf die Strafbox entweder verlassen, sobald die Minute Spielzeit verstrichen ist oder sobald das gegnerische Team gepunktet hat. Beim Verlassen der Strafbox gilt der Spieler als vom Besen abgestiegen und muss die Knockout-Prozedur Back to hoops durchführen.
Dabei muss der Spieler zurück zu den eigenen Ringen und entweder die Ringe oder die Stangen, auf denen sie stehen, berühren. Wichtig ist, dass die Person für die Berührung ihren Körper benutzt und nicht nur den Besenstiel o. ä. Ist die Knockout-Prozedur abgeschlossen, kann die Person wieder am Spiel teilnehmen.
Blaue Karten stapeln sich nicht zu anderen Karten auf. Bei einer blauen Karte erfolgt immer eine Ballübergabe des betreffenden Balls (Volley- oder Dodgeball), wenn der foulende Spieler in Ballbesitz war.